# 鈴木その子
鈴木 その子（すずき そのこ、1932年〈昭和7年〉1月20日 - 2000年〈平成12年〉12月5日）は、昭和50年代から平成にかけての料理研究家。本名、鈴木 荘能子（読み同じ）。株式会社トキノ（現在の株式会社SONOKO）を創業した。

## 人物
東京府（現・東京都）出身。山脇学園中学校・高等学校を経て、学習院女子短期大学食品化学科卒業。
実父の死去後、相続した遺産を元手に株式会社トキノを設立。拒食症で愛息を失ったことから考案した「鈴木式ダイエット法」を1980年（昭和55年）に書籍としてまとめた『やせたい人は食べなさい』」がミリオンセラーとなる。白米食を中心としたダイエット法の提唱者として、会社経営のほか各地で講演活動を行った。
1990年代後半、その異様に白塗りした顔とテレビ番組出演時における顔のみ集中的に照明を当てる演出により「美白の女王」として一世を風靡する。
1999年（平成11年）3月のイレウス発症を機に体調を崩しがちとなる。翌年11月下旬、風邪をこじらせ入院した1週間後の 2000年（平成12年）12月5日午前4時45分 、肺炎のため急死した。68歳没。戒名は｢白蓮院妙容日苑大姉｣。墓所は成田メモリアルパーク。

### 私生活

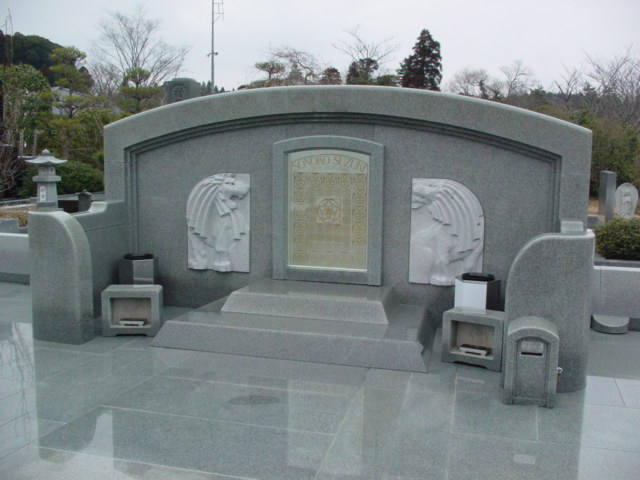
鈴木その子墓所

短期大学卒業後、お見合い結婚を経て一男一女をもうける。株式会社トキノ創業以前は平凡な専業主婦として過ごした。1976年（昭和51年）、拒食症だった息子が、ベランダで突然倒れそのまま転落死。料理研究家が料理で息子を救えなかった後悔の念が「鈴木式ダイエット法」考案のきっかけとなった。
政治家・越智通雄の選挙運動を幾度となく支援したことでも知られる。これは越智の永年連れ添った妻が鈴木の学習院時代の同期・親友であったため。
晩年の鈴木は、ホテルニュージャパン元オーナー・横井英樹の所有する東京・田園調布の邸宅跡地を購入、自身の邸宅の建設を進めていた。建設は鈴木の死去により中断され、土地は売却された。

## 出演

### テレビ番組
- 未来ナース（TBS系）
- 鈴木その子の出番です（テレビ東京系、製作：テレビ愛知）
- 笑っていいとも!（1999年1月 - 2000年11月、フジテレビ系）※不定期出演[2]
- 愛する二人別れる二人（フジテレビ系）

### テレビドラマ
- ヤマダ一家の辛抱（TBS系列）山田寿美恵 役
- 天国に一番近い男 第5話（TBS系列）本人役

### ラジオ番組
- 鈴木その子のモーニングエッセイ

## 著書
- やせたい人は食べなさい 減量常識を破る奇跡の鈴木式（1980年、発行：祥伝社、ISBN 4-396-10170-8）
- やせたい人の献立集 食べてやせる和・中・洋食と外食の知恵（1980年、発行：祥伝社）
- 3週間でやせる毎日のおかず（1981年、発行：二見書房）
- カロリーなんか忘れなさい 食べて・やせる・鈴木式健康法（1983年、発行：祥伝社、ISBN 4-396-10225-9）
- 鈴木その子のスーパーダイエット 常識革命・食べなければやせない！（1984年、発行：小学館、ISBN 4-093-06006-1）
- 男のスーパーパワー 鈴木その子の食養法 健康革命・食べて、やせて、活力を得る（1985年、発行：小学館、ISBN 4-093-06011-8）
- 鈴木その子の秘密のスーパーダイエット（1985年、発行：小学館、ISBN 4-093-29013-X）
- 食因病に克つ 鈴木その子の食療革命 食で冒された体は"食"で治す（1986年、発行：小学館、ISBN 4-093-06017-7）
- 鈴木式・食べ方の処方箋 成人病からドカ食いまでを治す調理のコツ（1986年、発行：祥伝社、ISBN 4-396-10265-8）
- 鈴木その子のやせるクッキングテクニック ごはんを中心にしっかり食べて 2週間で5kgらくらくやせる（1986年、発行：主婦の友社）
- 新・やせたい人は食べなさい 奇跡の鈴木式・スーパー・ダイエット（1990年、発行：祥伝社）
- 奇跡のダイエット 美と健康を求めて（1992年、発行：小学館、ISBN 4-093-97411-X）
- 鈴木その子のやせる調理革命（1992年、発行：講談社、ISBN 4-062-05991-6）
- 鈴木その子のダイエットへの道 美しく健康な明日の自分を創るために（1993年、発行：海竜社、ISBN 4-759-30355-3）
- 鈴木その子の美肌革命 食べて・美しくなる・真の化粧法（1993年、発行：講談社、ISBN 4-062-06697-1）
- やせるダイエット革命（1993年、発行：三笠書房）
- 時のダイエット鈴木式の極意 肥満・成人病から自分を守るのはもう一人の自分（1994年、発行：祥伝社、ISBN 4-396-10348-4）
- 鈴木その子のダイエット心理作戦 香りと神経・香りと食事（1994年、発行：講談社、ISBN 4-062-07065-0）
- マンガでバッチリ!!鈴木式ダイエット（1995年、発行：祥伝社、ISBN 4-396-10362-X）
- 過食・拒食からの脱出 トキノ会10万人のデータからの処方箋（1995年、発行：祥伝社、ISBN 4-396-10373-5）
- 幸せをよぶダイエット 鈴木その子のタリズマンパワー（1996年、発行：海竜社、ISBN 4-759-30461-4）
- 鈴木その子のやせる水・太る水 誰も書かなかった水の話（1996年、発行：講談社、ISBN 4-062-08271-3）
- 鈴木その子の<超>ダイエット法（1996年、発行：三笠書房、ISBN 4-837-90821-7）
- 鈴木その子のDQ やせる法則がわかった!（1997年、発行：祥伝社、ISBN 4-396-10396-4）
- キレるキレないは「食」で決まる（1998年、発行：祥伝社、ISBN 4-396-10398-0）
- その子の美容革命 白肌は絶対おトクよ!（1998年、発行：祥伝社、ISBN 4-396-10402-2）
- 鈴木その子の幸せをつくる生き方（1999年、発行：海竜社、ISBN 4-759-30582-3）
- やせたい人は食べなさい 決定版（1999年、発行：祥伝社、ISBN 4-396-31126-5）
- 鈴木その子のおしゃれレクチャー（1999年、発行：KKベストセラーズ、ISBN 4-584-01059-5）
- 鈴木その子のキレイになれる美造講座（2000年、発行：小学館、ISBN 4-093-97412-8）
- 鈴木その子のやせる本格レシピ 美白とスリムのトキノの調理法、教えます（2000年、発行：主婦の友社、ISBN 4-072-28690-7）
- 鈴木その子のシンプル・ダイエット（2000年、発行：三笠書房、ISBN 4-837-96049-9）
- 鈴木その子のこれが究極!食べてやせる料理（2000年、発行：小学館、ISBN 4-09-397413-6）
- カロリーなんか忘れなさい 完全版（2001年、発行：祥伝社、ISBN 4-396-31279-2）
- その子（2001年、発行：新潮社、ISBN 4-10-443601-1）

## その他
2000年（平成12年）に講談社の月刊少女漫画雑誌『デザート』において、『鈴木その子物語』（漫画：寄田みゆき）と言うタイトルで彼女の半生が描かれた漫画が掲載され、単行本も発売されている。
テレビドラマ放送枠『DRAMA COMPLEX』（日本テレビ）内で2006年（平成18年）に放送されたエピソード、『ダイエットの女王 鈴木その子』では、坂下千里子が20代の鈴木その子役、加賀まりこが30代から晩年の鈴木その子役をそれぞれ演じた。